# Tomáš Galásek
Tomáš Galásek (ur. 15 stycznia 1973 we Frydku-Mistku) – czeski piłkarz występujący na pozycji defensywnego pomocnika.

## Kariera klubowa
Tomáš Galásek już w wieku sześciu lat podjął treningi w szkółce juniorskiej Baníka Ostrawa. W dorosłym zespole zadebiutował w sezonie 1991/1992, kiedy to wystąpił w dziesięciu ligowych pojedynkach. Barwy Baníka Czech reprezentował łącznie przez pięć sezonów. W ich trakcie wystąpił w 121 spotkaniach, jednak nie odniósł żadnych sukcesów.
Latem 1996 roku Galásek przeprowadził się do Holandii, gdzie podpisał kontrakt z Willem II Tilburg. W debiutanckim sezonie rozegrał szesnaście meczów, a w kolejnych rozgrywkach był już podstawowym zawodnikiem „Armii Króla”. W Willem czeski zawodnik grał przez cztery lata. W tym czasie zaliczył 110 występów w Eredivisie, a w sezonie 1998/1999 wywalczył wicemistrzostwo Holandii. W 2000 roku Galásek przeniósł się do Ajaksu Amsterdam. Z nowym klubem odnosił wiele sukcesów w kraju – dwa razy wywalczył mistrzostwo kraju, krajowy puchar oraz superpuchar. Przez sześć sezonów spędzonych w Ajaksie wychowanek Baníka Ostrawa zaliczył 154 ligowe występy oraz rozegrał 26 spotkań w rozgrywkach Ligi Mistrzów.
Latem 2006 roku Galásek odszedł do niemieckiej drużyny 1. FC Nürnberg, gdzie początkowo w linii pomocy grał między innymi u boku swojego rodaka – Jana Poláka. Po dwóch sezonach gry dla 1. FC Nürnberg Galásek wrócił na ostatnie lata swojej kariery do Baníka Ostrawa. W grudniu 2008 roku zdecydował jednak wrócić do Bundesligi i podpisał kontrakt z Borussią Mönchengladbach. Przez pół roku zagrał w 15 meczach i zanotował 1 asystę. Po zakończeniu sezonu 2008/2009 postanowił zakończyć piłkarską karierę. 31 sierpnia 2009 roku powrócił jednak do gry i został graczem klubu FSV Erlangen-Bruck.

## Kariera reprezentacyjna
W reprezentacji Czech Galásek zadebiutował 8 marca 1995 roku w wygranym 4:1 meczu przeciwko Finlandii. Razem z drużyną narodową brał między innymi udział w Euro 2004, Mistrzostwach Świata 2006 oraz Euro 2008. Na każdym z tych turniejów Galásek był podstawowym piłkarzem swojego zespołu. W maju 2007 roku Czech zanotował swój 50 występ w barwach reprezentacji. Rok później, po odpadnięciu z Euro 2008, Galásek podjął decyzję o rozstaniu się z zespołem narodowym. W wielu spotkaniach Czech pełnił rolę kapitana swojej reprezentacji.